# Ulric Emanuel Mannerhjerta
Ulric Emanuel Mannerhjerta, född 25 september 1775, död 19 januari 1849 i Stockholm, var en svensk militär och teatertjänsteman.
Mannerhjerta blev kornett vid Södra skånska kavalleriregementet 1791 och tog avsked som löjtnant 1800. Han blev därefter kontrollör och magasinsförvaltare vid Kungliga Teatern, sedermera kostymordonnatör. Han var även översättare av pjäser samt musikhandlare. Mannerhjerta invaldes som ledamot nummer 305 i Kungliga Musikaliska Akademien den 30 augusti 1844.
Han avled ogift 1849, varmed adliga ätten Mannerhierta utslocknade.